# 公孫永
公孙永（?—?），字子阳，十六国襄平郡（今辽宁省辽阳市）人。
公孙永恬静虚己好学，隐居在平郭南山，自耕自食，吟咏山水之间，怡然自得。年九十余岁，与公孫鳳都被前燕皇帝慕容暐征召至邺城，不言不拜。一年多之后，假装发狂，被送还平郭。前秦天王苻坚慕其名，派人探视，未至，公孙永已经去世，苻坚追谥他为崇虚先生。

## 延伸阅读
[在维基数据编辑]
 《晉書·卷094》，出自房玄齡《晉書》